# Leonardo Pisculichi
Leonardo Nicolás Pisculichi (Rafael Castillo, Buenos Aires; 18 de enero de 1984) es un exfutbolista argentino. Jugaba de enganche y su último club fue el Burgos C. F. de la Segunda División de España.
Como mediocampista, fue campeón de la Copa Sudamericana 2014 y la Copa Libertadores 2015 con el C. A. River Plate de Argentina. Además, fue incluido en el Equipo Ideal de América 2014, realizado por el diario El País. También fue elegido para el Equipo Ideal de la Copa Sudamericana (2014).
Surgido de Argentinos Juniors, fue internacional con la Selección sub-20 de Argentina, con la cual ganó el Campeonato Sudamericano Sub-20 de 2003.

## Trayectoria

### Argentinos Juniors
Proviene de Argentinos Juniors, con el que debutó en Primera División el 20 de febrero de 2002. Jugó en tal equipo hasta el 2005. Jugó 57 encuentros y marcó 18 goles. En Argentinos tuvo la mejor etapa de su carrera, tanto en la B Nacional (Segunda División) como en la A (Primera). Más allá de buenos partidos y goles, se dice que terminó de afianzarse por completo, en el partido que Argentinos Juniors venció por 4-0 a Huracán, donde ingresó en el segundo tiempo cuando el partido estaba 0 a 0 y consiguió 2 goles y una asistencia.
Su último gol en el club antes de partir rumbo a España para sumarse al RCD Mallorca (en ese momento, dirigido por Héctor Cúper), fue frente a River Plate en La Paternal (1-0), metiendo un gol de tiro libre de 40 metros aproximadamente.

### RCD Mallorca
Desde el 4 de enero de 2006 dio el salto a la competición europea, jugando con el RCD Mallorca de la Primera División Española, sin conseguir ser titular. En 2007 fue vendido al Al-Arabi de Catar.

### Al-Arabi SC

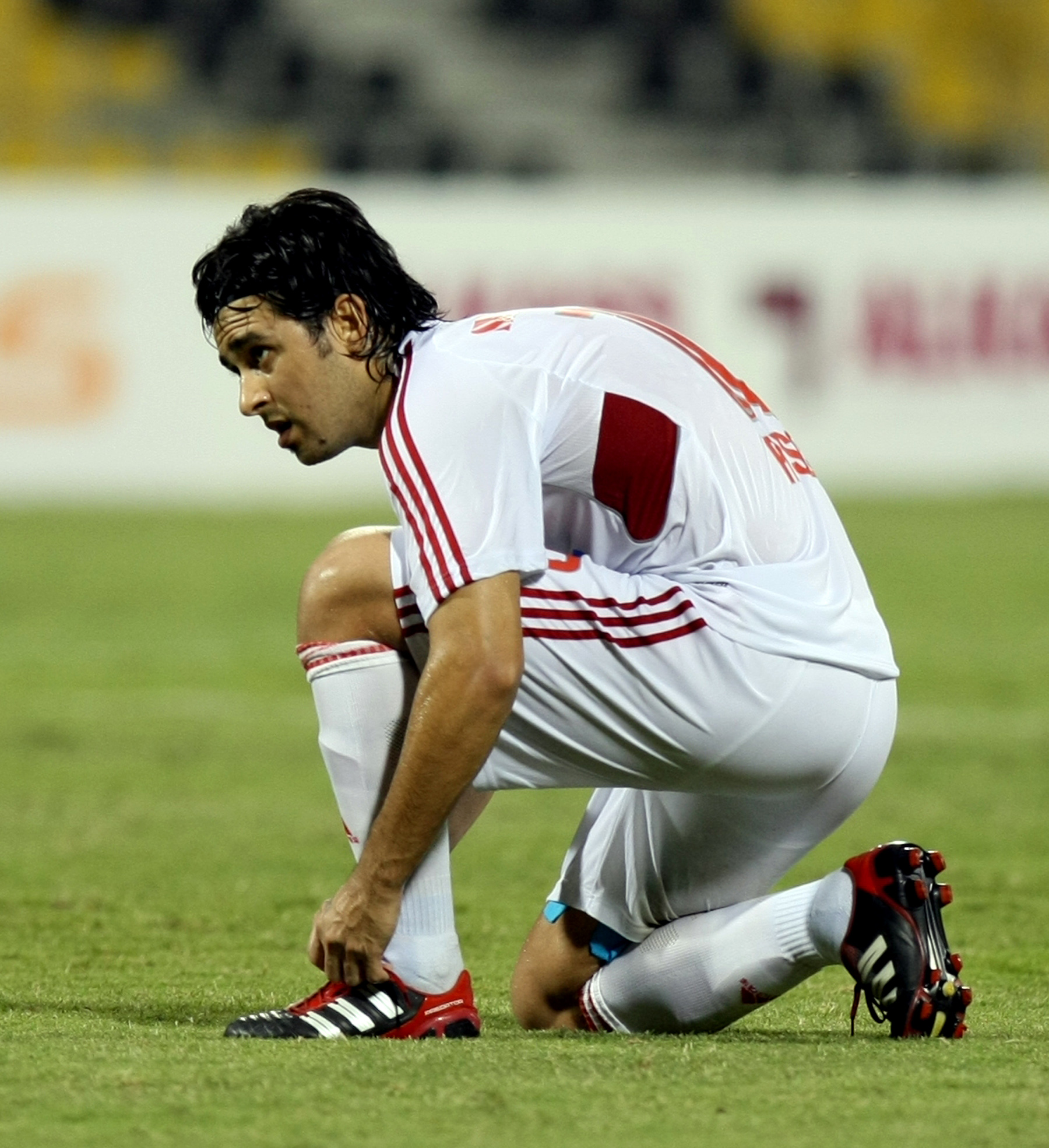
Pisculichi en el Al-Arabi.

En enero de 2007, firma con el Al-Arabi de Catar, por 3,2 millones de dólares. A pesar de ser parte importante en la salvación del Mallorca en el último semestre (con 3 goles anotados), la directiva prefirió recuperar el dinero de su pase. Se aseguró un contrato millonario que aseguró su futuro y deportivamente, consiguió la Copa del Jeque en 2008, 2010 y 2011. También fue elegido como el mejor jugador de Catar en 2009. En julio de 2012 se concreta su fichaje al Shandong Luneng de la primera división china.

### La primera vuelta a Argentinos Juniors
El 23 de diciembre de 2013 se convirtió en el primer refuerzo para el "club de sus amores", la Asociación Atlética Argentinos Juniors. Marcó en la octava fecha del torneo, a los 42 minutos de la parte final, un gran gol para el empate 1 a 1 final frente a Boca Juniors en La Bombonera. Volvió para intentar mantener al equipo en la máxima categoría del fútbol argentino, aunque no tuvo éxito.

### River Plate
El 8 de julio de 2014, se confirma el pase a River Plate, firmando un contrato por 1 año y medio. Realizó su debut en River Plate frente a Ferro, en los 16.os de final de la Copa Argentina 2013/14, en lo que sería un empate 0-0 y posterior triunfo por penales 6-5, el marcaría uno de esos penales y comenzaría a tener el cariño de la gente. Marcó su primer gol en River Plate, frente a Rosario Central en la victoria de su equipo por 2-0 correspondiente a la segunda fecha del Torneo Transición 2014. Volvería a marcar tres fechas después frente a San Lorenzo en la victoria por 3-1. Le marcó a Independiente, en la goleada de su equipo por 4-1 correspondiente a la octava fecha de dicho torneo.
Marcó el gol del empate 1-1 frente a Arsenal de Sarandí por la séptima fecha, dicho partido se había suspendido previamente. En la fecha 13, ante Atlético de Rafaela, marcó su quinto tanto, para empatar el partido 1-1 parcialmente, ya que más tarde River lo ganaría 2-1. En la vuelta de las semifinales de la Copa Sudamericana, marcaría en el minuto 16 del primer tiempo, el 1-0 ante su acérrimo rival, Boca Juniors, mediante un zurdazo a contra pierna del arquero xeneize Agustín Orión, tras previa asistencia de Leonel Vangioni. Ya en el primer partido de la final jugado en Colombia ante Atlético Nacional, luego de una brillante maniobra, marcó el gol con el que su equipo empató 1-1, y su consagración sería en la revancha en el estadio Monumental en el que con 2 asistencias a Gabriel Mercado y a Germán Pezzella le daría la victoria al conjunto de River Plate coronándose campeón de la Copa Sudamericana cortando una racha de 17 años sin títulos internacionales para el club. También, en la final de la Copa Libertadores 2015, asistiría con un centro a Ramiro Funes Mori para que marque el 3 a 0 definitivo ante Tigres y así River se consagre campeón de la Copa Libertadores tras 19 años de no haber podido estar en una final. 
El 2 de agosto de 2016 rescindió su contrato con River Plate. El volante que admitió que en su momento se apuró en irse del Club Atlético River Plate, al referirse a su paso por el club de Núñez, institución en la que se desempeñó entre el 8 de julio de 2014 y el 2 de agosto de 2016, cuando rescindió su contrato con el millonario. Marcelo Gallardo, actual director técnico del club,confió siempre en el jugador, pero su último tiempo en River no fue lo que se esperaba. A falta de su desempeño futbolístico, Pisculichi decidió rescindir su contrato.

### Esporte Clube Vitória
Luego de casi 6 meses sin actividad futbolística, el 7 de enero de 2017 se confirma que sería nuevo jugador de Vitória. 
Cierra su vínculo con el club después de estar solo 6 meses y con muy pocos partidos jugados.

### La segunda vuelta a Argentinos Juniors
El 7 de agosto de 2017, Leonardo Pisculichi se convirtió en el primer refuerzo de la Asociación Atlética Argentinos Juniors, que en ese entonces volvía a la Primera División de Argentina tras un efímero paso por la Primera B Nacional. Tras su vuelta, Argentinos acordó al poco tiempo la vuelta de otra gran gloria de la casa y compañero de Pisculichi tanto en las inferiores del club como en el plantel de Primera: el argentino nacionalizado paraguayo Lucas Barrios. Con las nuevas incorporaciones y una gran base del ascenso, Pisculichi logró con Argentinos el objetivo principal de la temporada, que era mantenerse en Primera División. Tras arrancar la primera mitad de la temporada como suplente y realizar una intensiva puesta a punto luego de varios meses de inactividad, Pisculichi encontró la regularidad y se ganó la titularidad en el equipo de Alfredo Berti. Contribuyó hasta el momento con 4 goles para el equipo, 3 de ellos convertidos entrando como suplente desde el banco y en forma de tiro libre, y uno con un remate característico de larga distancia. Por la Superliga Argentina, anotó contra Racing Club en el triunfo de Argentinos como local por 2-0, contra Arsenal, en el triunfo por 3-2, contra Temperley en el empate 2-2, y contra Olimpo en la victoria por 1-0.

### Burgos CF
Después de 2 años en el "bicho" rescinde contrato y ficha por el Burgos de la Segunda B de España.

## Selección nacional

### Sub-20
Ha sido internacional con la Selección Argentina Sub-20, disputando el Campeonato Sudamericano Sub-20 de 2003 , en donde marcaría un gol ante Uruguay en el empate 1-1 por la primera fecha del hexagonal final. Disputó también la Copa Mundial de Fútbol Juvenil de 2003  pero no tendría participación.

### Participaciones en mundiales sub-20

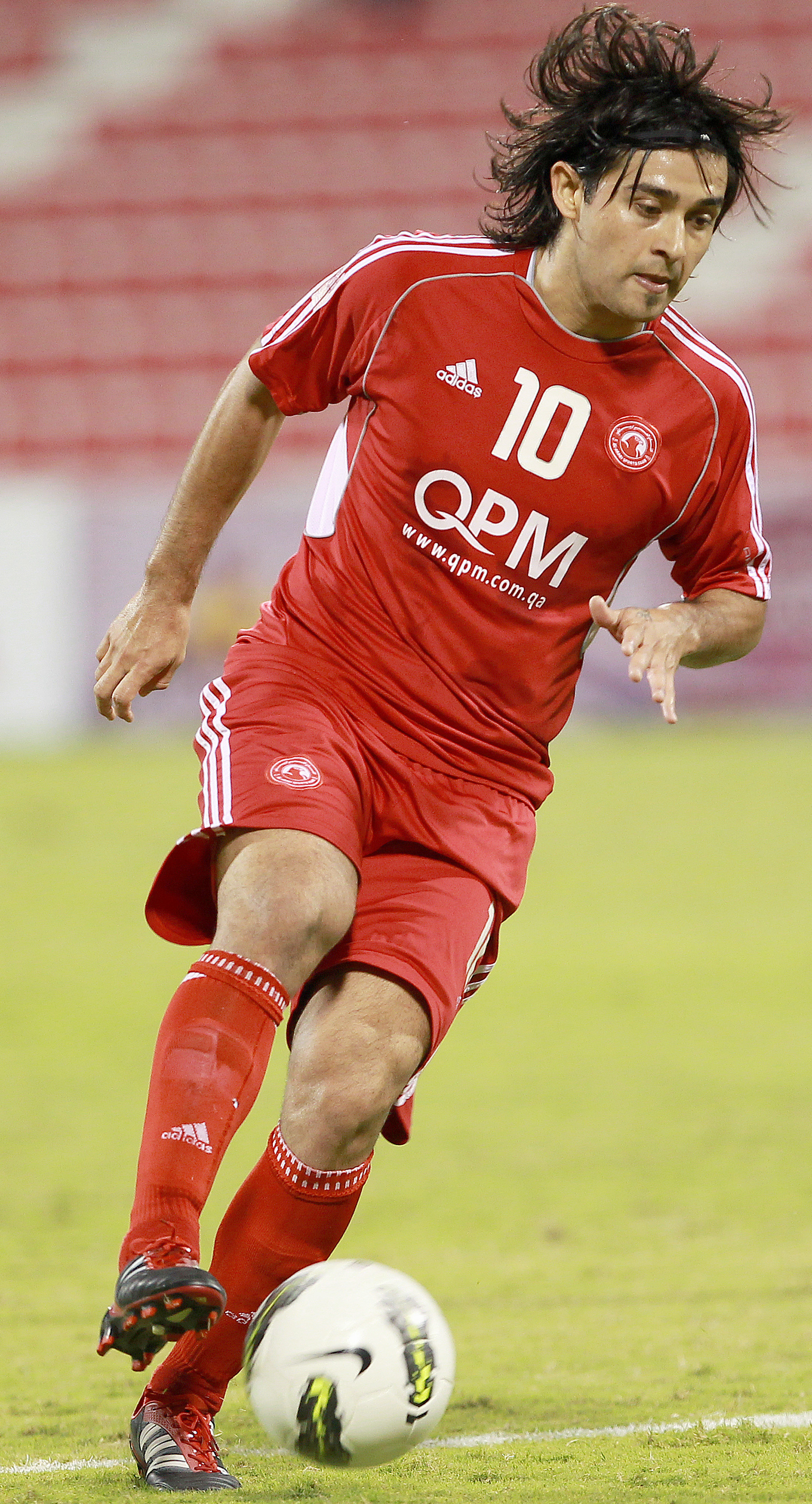
Leonardo Pisculichi durante su trayectoria en Al-Arabi (2011).

| Torneo                 | Sede            | Resultado    | Partidos | Goles |
| ---------------------- | --------------- | ------------ | -------- | ----- |
| Mundial Sub-20 de 2003 | Emiratos Árabes | Cuarto lugar | 0        | 0     |

### Participaciones en sudamericanos sub-20
| Torneo                   | Sede    | Resultado | Partidos | Goles |
| ------------------------ | ------- | --------- | -------- | ----- |
| Sudamericano Sub-20 2003 | Uruguay | Campeón   | 2        | 1     |

## Estadísticas

### Clubes
- Actualizado hasta el 11 de septiembre de 2019.

| Club | Div                 | Temporada           | Liga  | Liga  | Liga   | Campeonatos regionales(1) | Campeonatos regionales(1) | Campeonatos regionales(1) | Copas Nacionales(2) | Copas Nacionales(2) | Copas Nacionales(2) | Torneos Internacionales(3) | Torneos Internacionales(3) | Torneos Internacionales(3) | Otras competiciones(4) | Otras competiciones(4) | Otras competiciones(4) | Total | Total | Total  | Media goleadora(5) |
| Club | Div                 | Temporada           | Part. | Goles | Asist. | Part.                     | Goles                     | Asist.                    | Part.               | Goles               | Asist.              | Part.                      | Goles                      | Asist.                     | Part.                  | Goles                  | Asist.                 | Part. | Goles | Asist. | Media goleadora(5) |
| --- | ------------------- | ------------------- | ----- | ----- | ------ | ------------------------- | ------------------------- | ------------------------- | ------------------- | ------------------- | ------------------- | -------------------------- | -------------------------- | -------------------------- | ---------------------- | ---------------------- | ---------------------- | ----- | ----- | ------ | ------------------ |
| Argentinos Juniors Argentina |                     |                     |       |       |        |                           |                           |                           |                     |                     |                     |                            |                            |                            |                        |                        |                        |       |       |        |                    |
| 1.ª | 2002                | 9                   | 1     | 0     | —      | —                         | —                         | —                         | —                   | —                   | —                   | —                          | —                          | —                          | —                      | —                      | 9                      | 1     | 0     | 0,11   |                    |
| 2.ª | 2002-03             | +8                  | 10    | ?     | —      | —                         | —                         | —                         | —                   | —                   | —                   | —                          | —                          | 1                          | 0                      | 0                      | +9                     | 10    | ?     |        |                    |
| 2.ª | 2003-04             | +5                  | 7     | ?     | —      | —                         | —                         | —                         | —                   | —                   | —                   | —                          | —                          | 1                          | 0                      | 0                      | +6                     | 7     | ?     |        |                    |
| 1.ª | 2004-05             | 34                  | 7     | 12    | —      | —                         | —                         | —                         | —                   | —                   | —                   | —                          | —                          | 2                          | 1                      | 1                      | 36                     | 8     | 13    | 0,19   |                    |
| 1.ª | 2005                | 14                  | 10    | 3     | —      | —                         | —                         | —                         | —                   | —                   | —                   | —                          | —                          | —                          | —                      | —                      | 14                     | 10    | 3     | 0,71   |                    |
| Total 1.ª etapa | Total 1.ª etapa     | 123                 | 35    | +15   | 0      | 0                         | 0                         | 0                         | 0                   | 0                   | 0                   | 0                          | 0                          | 4                          | 1                      | 1                      | 127                    | 36    | +16   | 0.28   |                    |
| RCD Mallorca · España |                     |                     |       |       |        |                           |                           |                           |                     |                     |                     |                            |                            |                            |                        |                        |                        |       |       |        |                    |
| 1.ª | 2006                | 16                  | 3     | 2     | —      | —                         | —                         | —                         | —                   | —                   | —                   | —                          | —                          | —                          | —                      | —                      | 16                     | 3     | 2     | 0,18   |                    |
| 1.ª | 2006                | 4                   | 0     | 0     | —      | —                         | —                         | 1                         | 0                   | 0                   | —                   | —                          | —                          | —                          | —                      | —                      | 5                      | 0     | 0     | 0,00   |                    |
| Total club | Total club          | 20                  | 3     | 2     | 0      | 0                         | 0                         | 1                         | 0                   | 0                   | 0                   | 0                          | 0                          | 0                          | 0                      | 0                      | 21                     | 3     | 2     | 0,15   |                    |
| Al-Arabi SC Catar |                     |                     |       |       |        |                           |                           |                           |                     |                     |                     |                            |                            |                            |                        |                        |                        |       |       |        |                    |
| 1.ª | 2007                | +6                  | 7     | 0     | —      | —                         | —                         | ?                         | 0                   | ?                   | —                   | —                          | —                          | —                          | —                      | —                      | +6                     | 7     | ?     |        |                    |
| 1.ª | 2007-08             | +13                 | 18    | 4     | —      | —                         | —                         | +2                        | 2                   | ?                   | —                   | —                          | —                          | —                          | —                      | —                      | +15                    | 20    | +4    |        |                    |
| 1.ª | 2008-09             | +17                 | 21    | 9     | —      | —                         | —                         | +2                        | 2                   | ?                   | —                   | —                          | —                          | —                          | —                      | —                      | +19                    | 23    | +9    |        |                    |
| 1.ª | 2009-10             | +6                  | 3     | 0     | —      | —                         | —                         | +1                        | 1                   | ?                   | —                   | —                          | —                          | —                          | —                      | —                      | +7                     | 4     | 0     |        |                    |
| 1.ª | 2010-11             | 19                  | 8     | 3     | —      | —                         | —                         | —                         | —                   | —                   | —                   | —                          | —                          | —                          | —                      | —                      | 19                     | 8     | 3     | 0,42   |                    |
| 1.ª | 2011-12             | 21                  | 5     | 4     | —      | —                         | —                         | —                         | —                   | —                   | 5                   | 2                          | 0                          | —                          | —                      | —                      | 26                     | 7     | 4     | 0,26   |                    |
| Total club | Total club          | +82                 | 62    | 20    | 0      | 0                         | 0                         | +5                        | 5                   | ?                   | 5                   | 2                          | 0                          | 0                          | 0                      | 0                      | 129                    | 69    | +20   | 0.53   |                    |
| Shandong Luneng China |                     |                     |       |       |        |                           |                           |                           |                     |                     |                     |                            |                            |                            |                        |                        |                        |       |       |        |                    |
| 1.ª | 2012                | 2                   | 0     | 1     | —      | —                         | —                         | 1                         | 0                   | 0                   | —                   | —                          | —                          | —                          | —                      | —                      | 3                      | 0     | 1     | 0,00   |                    |
| 1.ª | 2013                | 7                   | 1     | 4     | —      | —                         | —                         | 1                         | 1                   | 0                   | —                   | —                          | —                          | —                          | —                      | —                      | 8                      | 2     | 4     | 0,25   |                    |
| Total club | Total club          | 9                   | 1     | 5     | 0      | 0                         | 0                         | 2                         | 1                   | 0                   | 0                   | 0                          | 0                          | 0                          | 0                      | 0                      | 11                     | 2     | 5     | 0,18   |                    |
| Argentinos Juniors Argentina | 1.ª                 | 2014                | 15    | 4     | 1      | —                         | —                         | —                         | —                   | —                   | —                   | —                          | —                          | —                          | —                      | —                      | —                      | 15    | 4     | 1      | 0,28               |
| River Plate Argentina | 1.ª                 | 2014                | 16    | 5     | 6      | —                         | —                         | —                         | 2                   | 0                   | 0                   | 9                          | 2                          | 6                          | —                      | —                      | —                      | 27    | 7     | 12     | 0,25               |
| River Plate Argentina | 1.ª                 | 2015                | 17    | 0     | 2      | —                         | —                         | —                         | 3                   | 0                   | 1                   | 16                         | 1                          | 2                          | —                      | —                      | —                      | 36    | 1     | 5      | 0,02               |
| River Plate Argentina | 1.ª                 | 2016                | 7     | 1     | 0      | —                         | —                         | —                         | —                   | —                   | —                   | 3                          | 1                          | 0                          | —                      | —                      | —                      | 10    | 2     | 0      | 0,33               |
| River Plate Argentina | Total club          | Total club          | 40    | 6     | 8      | 0                         | 0                         | 0                         | 5                   | 0                   | 1                   | 28                         | 4                          | 8                          | 0                      | 0                      | 0                      | 73    | 10    | 17     | 0.14               |
| EC Vitória · Brasil | 1.ª                 | 2017                | 2     | 0     | 0      | 4                         | 0                         | 0                         | —                   | —                   | —                   | —                          | —                          | —                          | —                      | —                      | —                      | 6     | 0     | 0      | 0,00               |
| Argentinos Juniors Argentina | 1.ª                 | 2017-18             | 18    | 5     | 3      | —                         | —                         | —                         | 2                   | 0                   | 0                   | —                          | —                          | —                          | —                      | —                      | —                      | 20    | 5     | 3      | 0,27               |
| Argentinos Juniors Argentina | 1.ª                 | 2018-19             | 17    | 0     | 0      | —                         | —                         | —                         | 2                   | 0                   | 2                   | 1                          | 0                          | 0                          | —                      | —                      | —                      | 20    | 0     | 2      | 0,00               |
| Argentinos Juniors Argentina | Total 3.ª etapa     | Total 3.ª etapa     | 35    | 5     | 3      | 0                         | 0                         | 0                         | 4                   | 0                   | 2                   | 1                          | 0                          | 0                          | 0                      | 0                      | 0                      | 40    | 5     | 5      | 0.13               |
| Argentinos Juniors Argentina | Total club          | Total club          | 175   | 44    | +19    | 0                         | 0                         | 0                         | 4                   | 0                   | 2                   | 1                          | 0                          | 0                          | 4                      | 1                      | 1                      | 184   | 45    | +22    | 0,24               |
| Burgos CF · España |                     |                     |       |       |        |                           |                           |                           |                     |                     |                     |                            |                            |                            |                        |                        |                        |       |       |        |                    |
| 3.ª | 2019-20             | 22                  | 5     | ?     | —      | —                         | —                         | 1                         | 0                   | 0                   | —                   | —                          | —                          | —                          | —                      | —                      | 23                     | 5     | ?     | 0,20   |                    |
| 3.ª | 2020-21             | 13                  | 1     | ?     | —      | —                         | —                         | 2                         | 0                   | ?                   | —                   | —                          | —                          | 3                          | 0                      | ?                      | 18                     | 1     | ?     | 0,05   |                    |
| Total club | Total club          | 35                  | 6     | ?     | 0      | 0                         | 0                         | 3                         | 0                   | ?                   | 0                   | 0                          | 0                          | 3                          | 0                      | ?                      | 41                     | 6     | ?     | 0,14   |                    |
| Total en su carrera | Total en su carrera | Total en su carrera | +378  | 122   | +54    | 4                         | 0                         | 0                         | +20                 | 6                   | +3                  | 34                         | 6                          | 8                          | 7                      | 1                      | +1                     | 465   | 135   | +66    | 0,29               |
| (1) Las copas nacionales se refiere a la Copa Argentina, Copa do Brasil, Copa de China, Copa del Rey y Supercopa Argentina. (2) Las copas internacionales se refiere a la Copa Sudamericana, Copa Libertadores, Recopa Sudamericana, Liga de Campeones de la AFC y Copa Suruga Bank. (3) No incluye datos de partidos amistosos ni categorías inferiores. |                     |                     |       |       |        |                           |                           |                           |                     |                     |                     |                            |                            |                            |                        |                        |                        |       |       |        |                    |

### Selección
| Selección            | Año                  | Sudamericano | Sudamericano | Sudamericano | Mundial | Mundial | Mundial | Total | Total | Total |
| Selección            | Año                  | PJ           | G            | A            | PJ      | G       | A       | PJ    | G     | A     |
| -------------------- | -------------------- | ------------ | ------------ | ------------ | ------- | ------- | ------- | ----- | ----- | ----- |
| Sub-20 Argentina     | 2003                 | 2            | 1            | 0            | 0       | 0       | 0       | 2     | 1     | 0     |
| Sub-20 Argentina     | Total                | 2            | 1            | 0            | 0       | 0       | 0       | 2     | 1     | 0     |
| Total en Selecciones | Total en Selecciones | 2            | 1            | 0            | 0       | 0       | 0       | 2     | 1     | 0     |

### Resumen estadístico
|                            | Partidos | Goles | Promedio | Asistencias | Promedio |
| -------------------------- | -------- | ----- | -------- | ----------- | -------- |
| Liga                       | 275      | 97    | 0,38     | 44          | 0,18     |
| Estatal                    | 4        | 0     | 0,00     | 0           | 0,00     |
| Copas nacionales           | 10       | 1     | 0,11     | 1           | 0,11     |
| Copa Internacionales       | 34       | 6     | 0,20     | 8           | 0,25     |
| Selección Argentina Sub-20 | 2        | 1     | 0,50     | 0           | 0,00     |
| TOTAL                      | 326      | 105   | 0,34     | 53          | 0,18     |

## Palmarés

### Campeonatos nacionales
| Título                | Club        | País   | Año  |
| --------------------- | ----------- | ------ | ---- |
| Copa del Jeque Jassem | Al-Arabi    | Catar  | 2008 |
| Copa del Jeque Jassem | Al-Arabi    | Catar  | 2010 |
| Copa del Jeque Jassem | Al-Arabi    | Catar  | 2011 |
| Campeonato Baiano     | Vitória     | Brasil | 2017 |
| Segunda División B    | Burgos C.F. | España | 2021 |

### Campeonatos internacionales
| Título              | Club                | Sede         | Año  |
| ------------------- | ------------------- | ------------ | ---- |
| Sudamericano Sub-20 | Selección Argentina | Montevideo   | 2003 |
| Copa Sudamericana   | River Plate         | Buenos Aires | 2014 |
| Recopa Sudamericana | River Plate         | Buenos Aires | 2015 |
| Copa Libertadores   | River Plate         | Buenos Aires | 2015 |
| Copa Suruga Bank    | River Plate         | Osaka        | 2015 |

### Distinciones individuales
| Distinción                                  | Año  |
| ------------------------------------------- | ---- |
| Equipo Ideal de la Copa Sudamericana        | 2014 |
| Miembro del Equipo Ideal de América         | 2014 |
| 3.er Mejor futbolista del año en Sudamérica | 2014 |